# Glyphodes sibillalis
Glyphodes sibillalis là một loài bướm đêm trong họ Crambidae.

## Hình ảnh

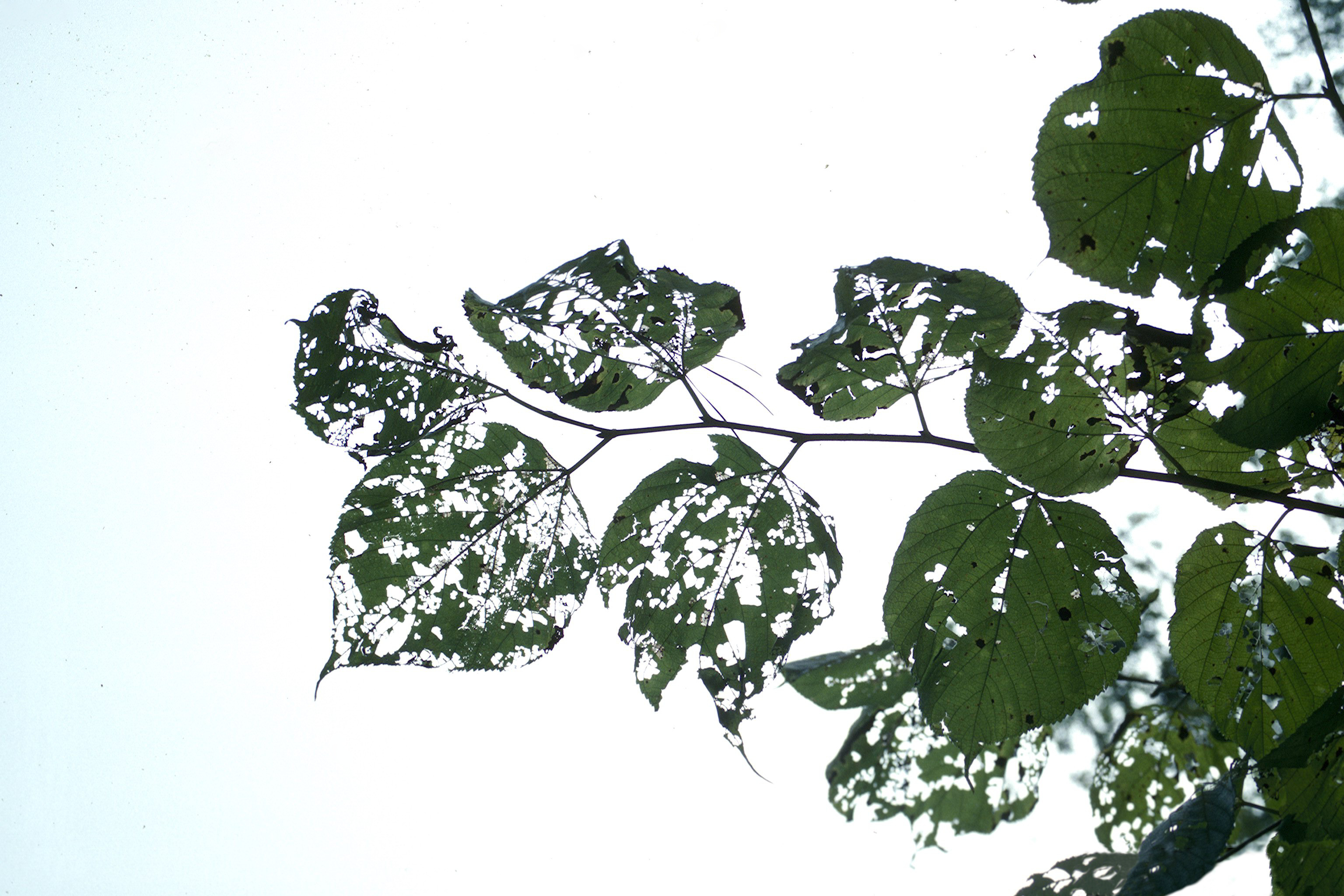
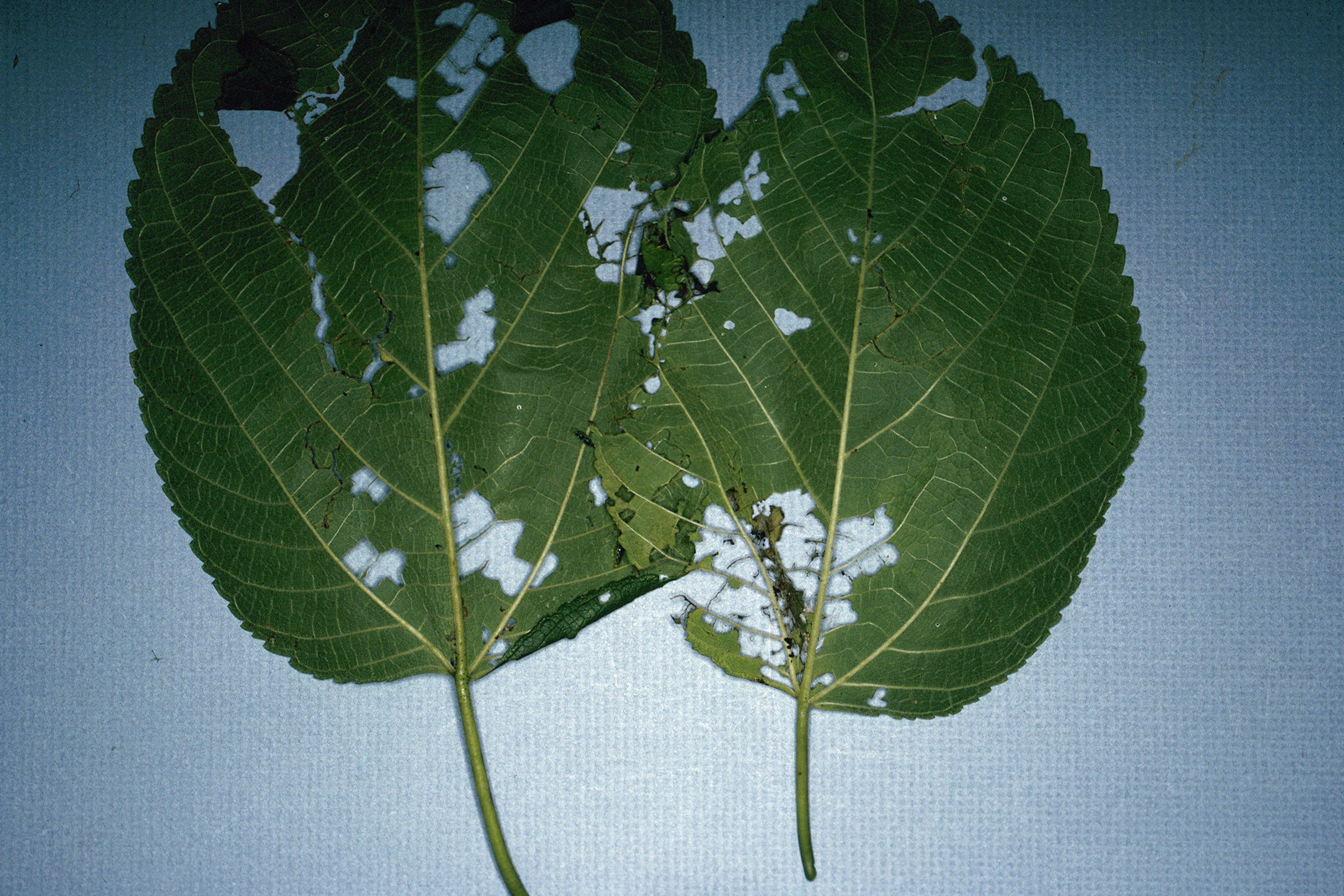
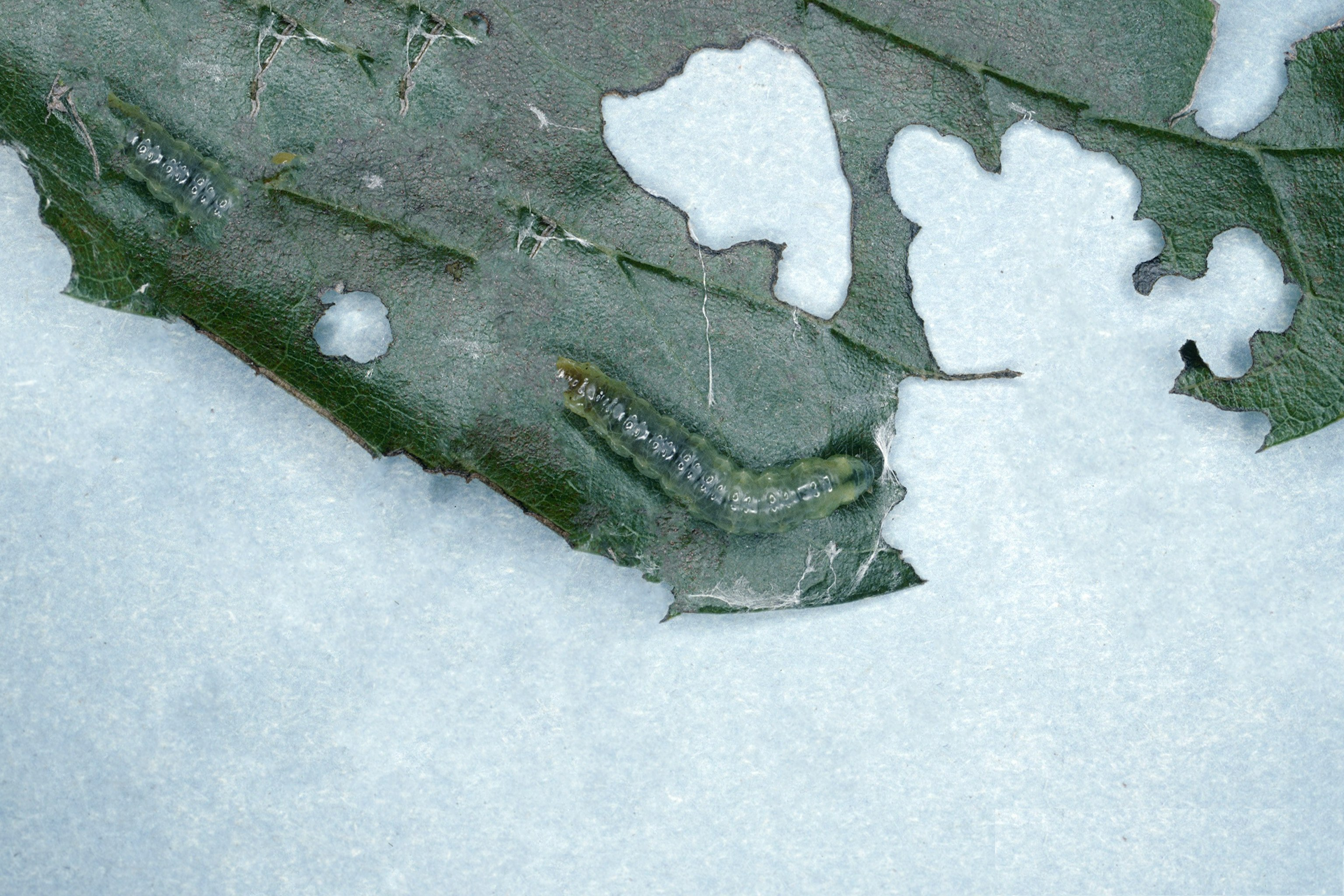
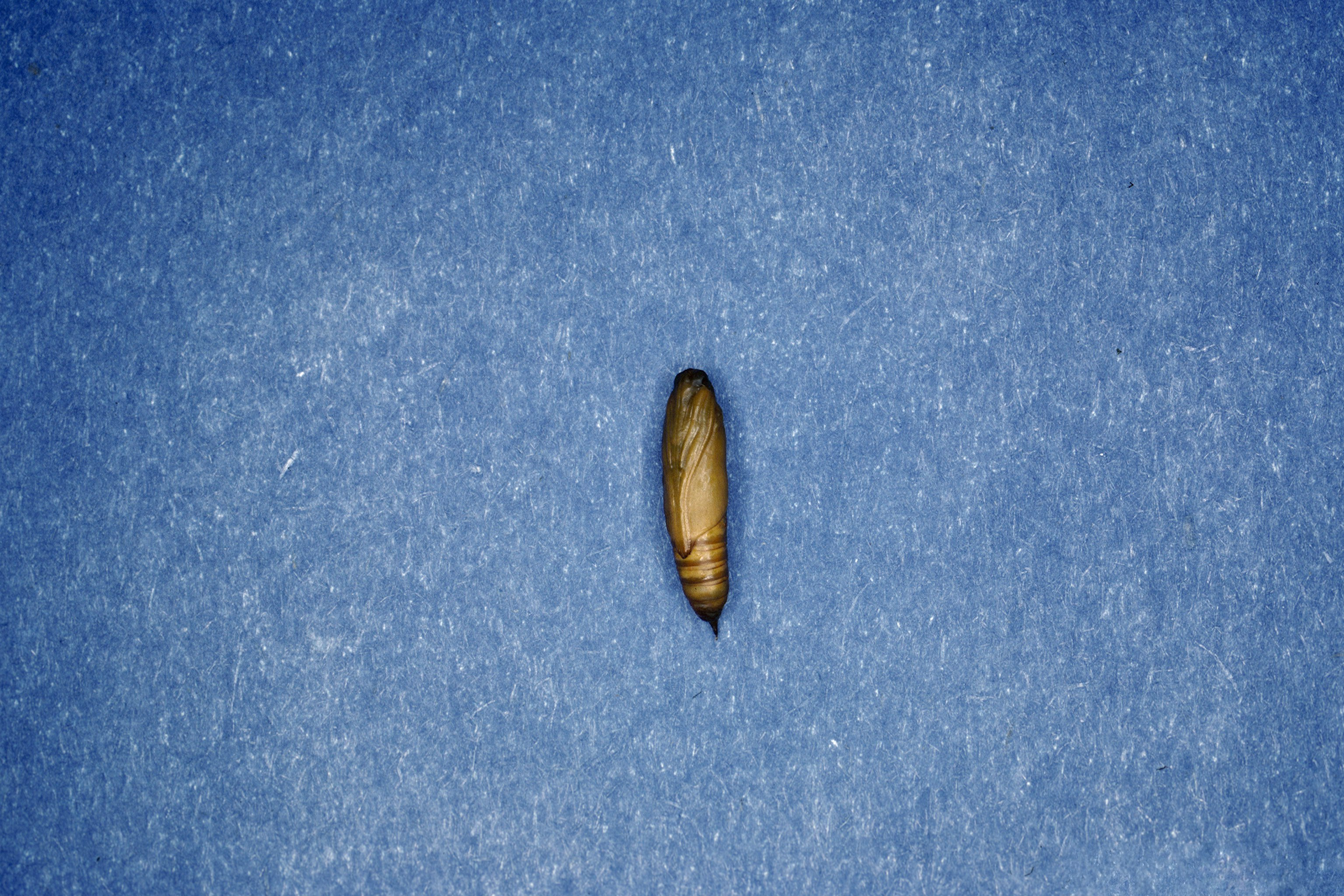